# Saint-Blaise-du-Buis
Pour les articles homonymes, voir Saint-Blaise et Buis (homonymie).
Saint-Blaise-du-Buis est une commune française située dans le département de l'Isère, en région Auvergne-Rhône-Alpes.
Historiquement située dans la province du Dauphiné et dans l'ancien Comté de Sermorens, la commune est adhérente à la Communauté d'agglomération du Pays Voironnais.
Ses habitants sont dénommés les Buissards.

## Géographie

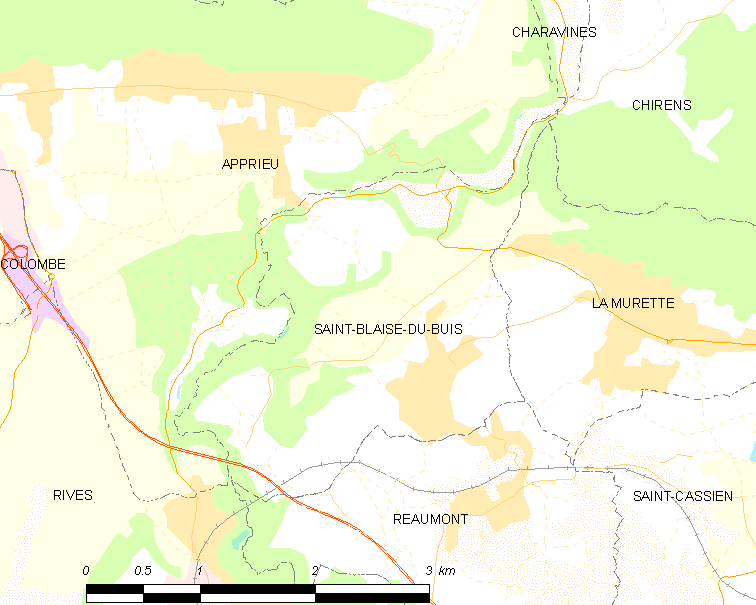
Plan de la commune et des communes limitrophes

### Situation et description
Le village de Saint-Blaise-du-Buis se situe dans le centre-est de la France, en région Auvergne-Rhône-Alpes et dans le centre du département de l'Isère, au nord-ouest de la ville de Voiron.
Son territoire se limite à l'ouest et au sud-ouest par la Fure, un affluent de l'Isère qu'enjambe la voie ferrée par le viaduc du pont du boeuf.

### Géologie et relief
Le village de Saint-Blaise-du-Buis est situé sur le coteau constitué par le versant sud-est de la crête d'une moraine constituée par un ancien glacier située entre La Murette et Rives en décrivant un arc concave vers le sud est.
Le village est installé du côté intérieur au sud de l'arc morainique. Vers le sud-ouest du territoire, les constructions occidentales dominent, par un escalier de banquettes, la dépression du Châtelard.

### Communes limitrophes
|         | Chirens              |            |
| Apprieu | Saint-Blaise-du-Buis | La Murette |
| Rives   | Réaumont             |            |

### Climat
Pour des articles plus généraux, voir Climat d'Auvergne-Rhône-Alpes et Climat de l'Isère.
En 2010, le climat de la commune est de type climat des marges montargnardes, selon une étude du Centre national de la recherche scientifique s'appuyant sur une série de données couvrant la période 1971-2000. En 2020, Météo-France publie une typologie des climats de la France métropolitaine dans laquelle la commune est exposée à un climat de montagne ou de marges de montagne et est dans la région climatique  Alpes du nord, caractérisée par une pluviométrie annuelle de 1 200 à 1 500 mm, irrégulièrement répartie en été. 
Pour la période 1971-2000, la température annuelle moyenne est de 10,7 °C, avec une amplitude thermique annuelle de 17,8 °C. Le cumul annuel moyen de précipitations est de 1 253 mm, avec 9,7 jours de précipitations en janvier et 7,1 jours en juillet. Pour la période 1991-2020, la température moyenne annuelle observée sur la station météorologique de Météo-France la plus proche, « Coublevie », sur la commune de Coublevie à 8 km à vol d'oiseau, est de 13,0 °C et le cumul annuel moyen de précipitations est de 1 121,0 mm,. Pour l'avenir, les paramètres climatiques de la commune estimés pour 2050 selon différents scénarios d'émission de gaz à effet de serre sont consultables sur un site dédié publié par Météo-France en novembre 2022.

### Hydrographie

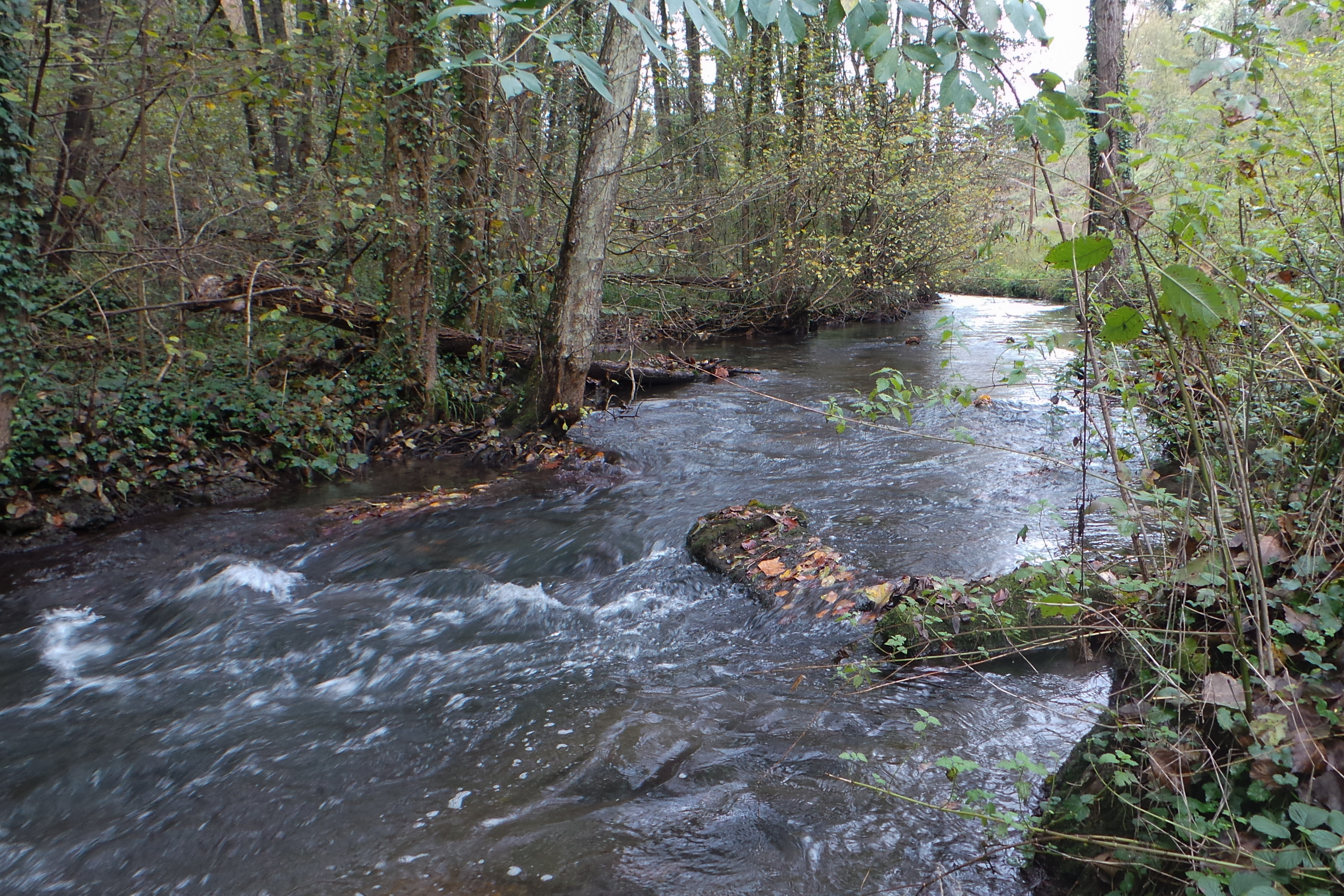
La Fure, en limite de Rives, au lieu-dit le Pont-du-Bœuf.

Le territoire de la commune est bordé dans sa partie occidentale par la Fure (en limite des communes de Rives, de Réaumont et d'Apprieu), une rivière d'une longueur de 25 kilomètres qui prend sa source au lac de Paladru et qui rejoint la Morge, un affluent droit de l'Isère, sur le territoire de Tullins.
Celle-ci est franchie par deux grands viaducs partagé avec les communes voisines :
- le viaduc de la Fure qui permet le passage de la voie autoroutière Grenoble - Lyon
- le viaduc ferroviaire du Pont-du-boeuf qui permet le passage de la ligne Lyon - Grenoble

### Voies de communication

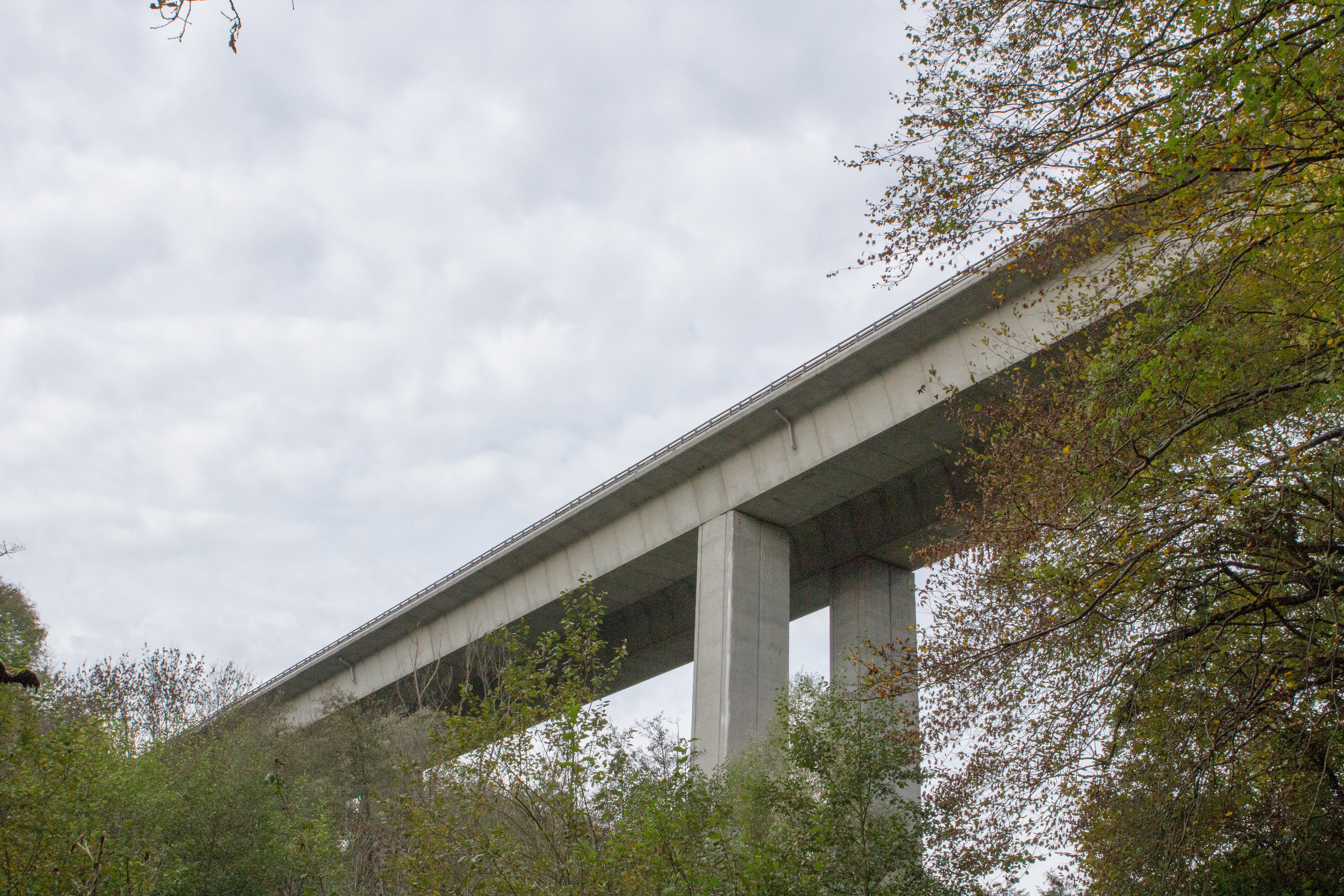
Viaduc de la Fure (A48), au sud de la commune

Le bourg central de Saint-Blaise-du-Buis et ses principaux hameaux sont situés à l'écart des grandes voies de circulation. Le territoire communal n'est traversé que par une seule route départementale, la D12b qui relie le bourg à celui de La Murette au nord et à la commune de Réaumont au sud.
La partie septentrionale de la commune (hameau de la Ravingouse) est traversée par La RD520 qui correspond à l'ancien tracé de la RN520 qui autrefois reliait la ville de Bourgoin-Jallieu, par Les Éparres à la commune des Échelles en Savoie. Cette route a été déclassée en route départementale lors de la réforme de 1972.
L'autoroute A48  qui relie l'agglomération Lyonnaise à celle de Grenoble longe le territoire de la commune au niveau de la partie méridionale et franchit la Fure à cet endroit par un viaduc. La sortie la plus proche de cette voie routière pour desservir la commune est celle qui dessert l'agglomération de Rives.
- 9 Rives à 10 km : Rives, La Côte-Saint-André

## Urbanisme

### Typologie
Au 1er janvier 2024, Saint-Blaise-du-Buis est catégorisée ceinture urbaine, selon la nouvelle grille communale de densité à sept niveaux définie par l'Insee en 2022.
Elle appartient à l'unité urbaine de Voiron, une agglomération intra-départementale regroupant 15  communes, dont elle est une commune de la banlieue,,. Par ailleurs la commune fait partie de l'aire d'attraction de Grenoble, dont elle est une commune de la couronne,. Cette aire, qui regroupe 204 communes, est catégorisée dans les aires de 700 000 habitants ou plus (hors Paris),.

### Occupation des sols
L'occupation des sols de la commune, telle qu'elle ressort de la base de données européenne d’occupation biophysique des sols Corine Land Cover (CLC), est marquée par l'importance des territoires agricoles (65,3 % en 2018), en diminution par rapport à 1990 (69,3 %). La répartition détaillée en 2018 est la suivante : 
zones agricoles hétérogènes (40 %), forêts (22,6 %), terres arables (20,8 %), zones urbanisées (12,2 %), prairies (4,5 %). L'évolution de l’occupation des sols de la commune et de ses infrastructures peut être observée sur les différentes représentations cartographiques du territoire : la carte de Cassini (XVIIIe siècle), la carte d'état-major (1820-1866) et les cartes ou photos aériennes de l'IGN pour la période actuelle (1950 à aujourd'hui).

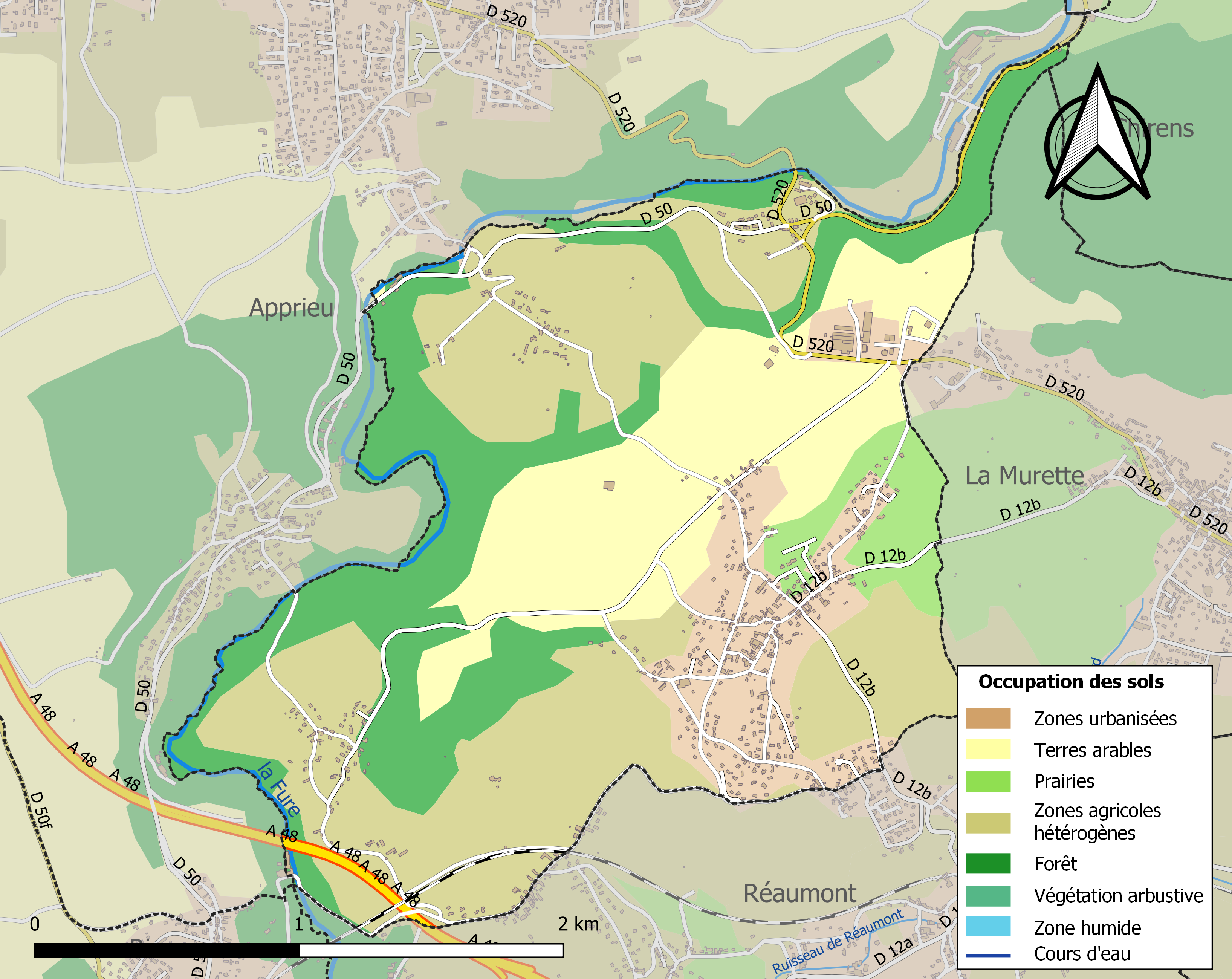
Carte des infrastructures et de l'occupation des sols de la commune en 2018 (CLC).

### Hameaux, lieux-dits et écarts
Voici, ci-dessous, la liste la plus complète possible des divers hameaux, quartiers et lieux-dits résidentiels urbains comme ruraux qui composent le territoire de la commune de Saint-Blaise-du-Buis présentés selon les références toponymiques fournies par le site géoportail de l'Institut géographique national.
| - la Ravignouse - Talamud - Planche Cattin - le Grand Plâtre - Pierre Bouttet - le Brier | - Côte Manin - le Petit Voye - les Prairies - le Grand Voye - les Gorges - le Trépas | - le Chatelard - le Temple - Célinas - le Guichard - le Devez - le Clos |

### Risques naturels et technologiques

#### Risques sismiques
L'ensemble du territoire de la commune de Saint-Blaise-du-Buis est situé en zone de sismicité no 3 (sur une échelle de 
1 à 5), comme la plupart des communes de son secteur géographique, mais non loin de la zone no 4 qui s'étend plus à l'est.
| Type de zone | Niveau            | Définitions (bâtiment à risque normal) |
| ------------ | ----------------- | -------------------------------------- |
| Zone 3       | Sismicité modérée | accélération = 1,1 m/s2                |

## Toponymie

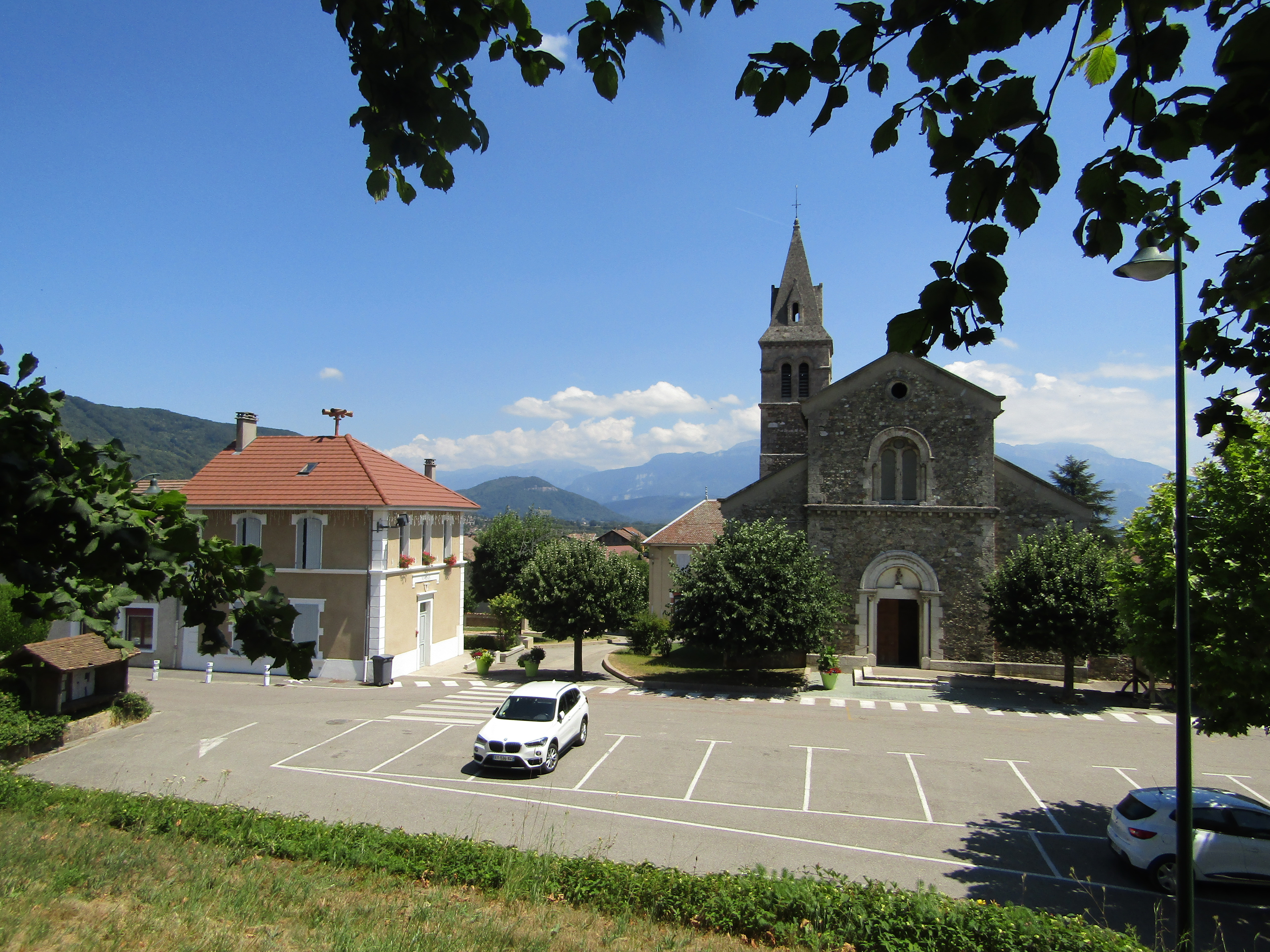
Mairie et église de Saint-Blaise-du-Buis en juillet 2019

Le hameau de Buis ou Bouis (les deux noms figurent sur la carte de Cassini du XVIIe siècle) fut également dénommé la Charrière (sur la voie romaine de Grenoble à Vienne) avant de devenir une commune indépendante.

### Le village
Selon André Planck, auteur du livre L'origine du nom des communes du département de l'Isère, le nom du bourg se décompose en deux parties,.
- Saint-Blaise :

ce nom fait référence à Blaise de Sébaste, médecin arménien, évêque de Sébaste et pour échapper aux persécutions de Dioclétien et patron de la profession des drapiers dans le Daupiné.
- Buis

ce nom dériverait du latin « Buxus » (« Buxso » en langue gauloise) qui désigne le buis commun qui désigne un petit arbrisseau très répandu dans le Dauphiné.

### Les hameaux
- La Ravignhouse :

Ce nom est une déformation de ravinouzat, ravignoze, la ravine.

## Histoire

### Préhistoire et Antiquité
Au début de l'Antiquité, le territoire des Allobroges s'étendait sur la plus grande partie des pays qui seront nommés plus tard la Sapaudia (ce « pays des sapins » deviendra la Savoie) et la partie septentrionale de l'Isère dénommé Bas-Dauphiné.
Les Allobroges, comme bien d'autres peuples gaulois, sont une « confédération ». En fait, les Romains donnèrent, par commodité le nom d'Allobroges à l'ensemble des peuples gaulois vivant dans la civitate (cité) de Vienne, à l'ouest et au sud de la Sapaudia.

### XIXesiècle
En 1816, une épidémie de peste fit périr tout le bétail.
Le 3 février on dégustait des gâteaux spécialement préparés pour la circonstance.
Il y avait un tramway reliant Grenoble à Vienne qui passait par la Ravignouse où il y avait une imposante soierie.

### Époque contemporaine
À l'origine, Buis était un vicariat dépendant de la paroisse voisine de La Murette. Lorsque Buis devint une commune au XIXe siècle, elle prit alors le nom de Saint-Blaise-du-Buis.

## Politique et administration

### Administration municipale
Le conseil municipal de Saint-Blaise-du-Buis est composé de quinze membres (sept femmes et huit hommes) dont une maire, quatre adjoints au maire et dix conseillers municipaux.

### Liste des maires
| Période                                  | Période  | Identité           | Étiquette | Qualité  |
| ---------------------------------------- | -------- | ------------------ | --------- | -------- |
| 1977                                     | 1995     | Bernard Garin      |           |          |
| 1995                                     | 2008     | Joël Soulard       |           |          |
| 2008                                     | 2014     | Gérard Jacolin     | DVG       |          |
| 2014                                     | 2015     | Anthony Lecureur   |           | Employé  |
| 2015                                     | 2020     | Véronique Léonardi | DVG       | Employée |
| 2015                                     | En cours | Nathalie Faure     |           |          |
| Les données manquantes sont à compléter. |          |                    |           |          |

## Population et société

### Démographie
L'évolution du nombre d'habitants est connue à travers les recensements de la population effectués dans la commune depuis 1793. Pour les communes de moins de 10 000 habitants, une enquête de recensement portant sur toute la population est réalisée tous les cinq ans, les populations de référence des années intermédiaires étant quant à elles estimées par interpolation ou extrapolation. Pour la commune, le premier recensement exhaustif entrant dans le cadre du nouveau dispositif a été réalisé en 2006.

En 2022, la commune comptait 1 064 habitants, en évolution de +2,21 % par rapport à 2016 (Isère : +3,07 %, France hors Mayotte : +2,11 %).
| 1793 | 1800 | 1806 | 1821 | 1831 | 1836 | 1841 | 1846 | 1851 |
| ---- | ---- | ---- | ---- | ---- | ---- | ---- | ---- | ---- |
| 392  | 447  | 659  | 561  | 566  | 535  | 541  | 549  | 605  |

| 1856 | 1861 | 1866 | 1872 | 1876 | 1881 | 1886 | 1891 | 1896 |
| ---- | ---- | ---- | ---- | ---- | ---- | ---- | ---- | ---- |
| 562  | 540  | 550  | 548  | 581  | 626  | 634  | 594  | 532  |

| 1901 | 1906 | 1911 | 1921 | 1926 | 1931 | 1936 | 1946 | 1954 |
| ---- | ---- | ---- | ---- | ---- | ---- | ---- | ---- | ---- |
| 553  | 536  | 538  | 442  | 462  | 457  | 431  | 373  | 401  |

| 1962 | 1968 | 1975 | 1982 | 1990 | 1999 | 2006 | 2011  | 2016  |
| ---- | ---- | ---- | ---- | ---- | ---- | ---- | ----- | ----- |
| 402  | 379  | 556  | 738  | 826  | 853  | 954  | 1 002 | 1 041 |

| 2021  | 2022  | - | - | - | - | - | - | - |
| ----- | ----- | - | - | - | - | - | - | - |
| 1 074 | 1 064 | - | - | - | - | - | - | - |

### Enseignement

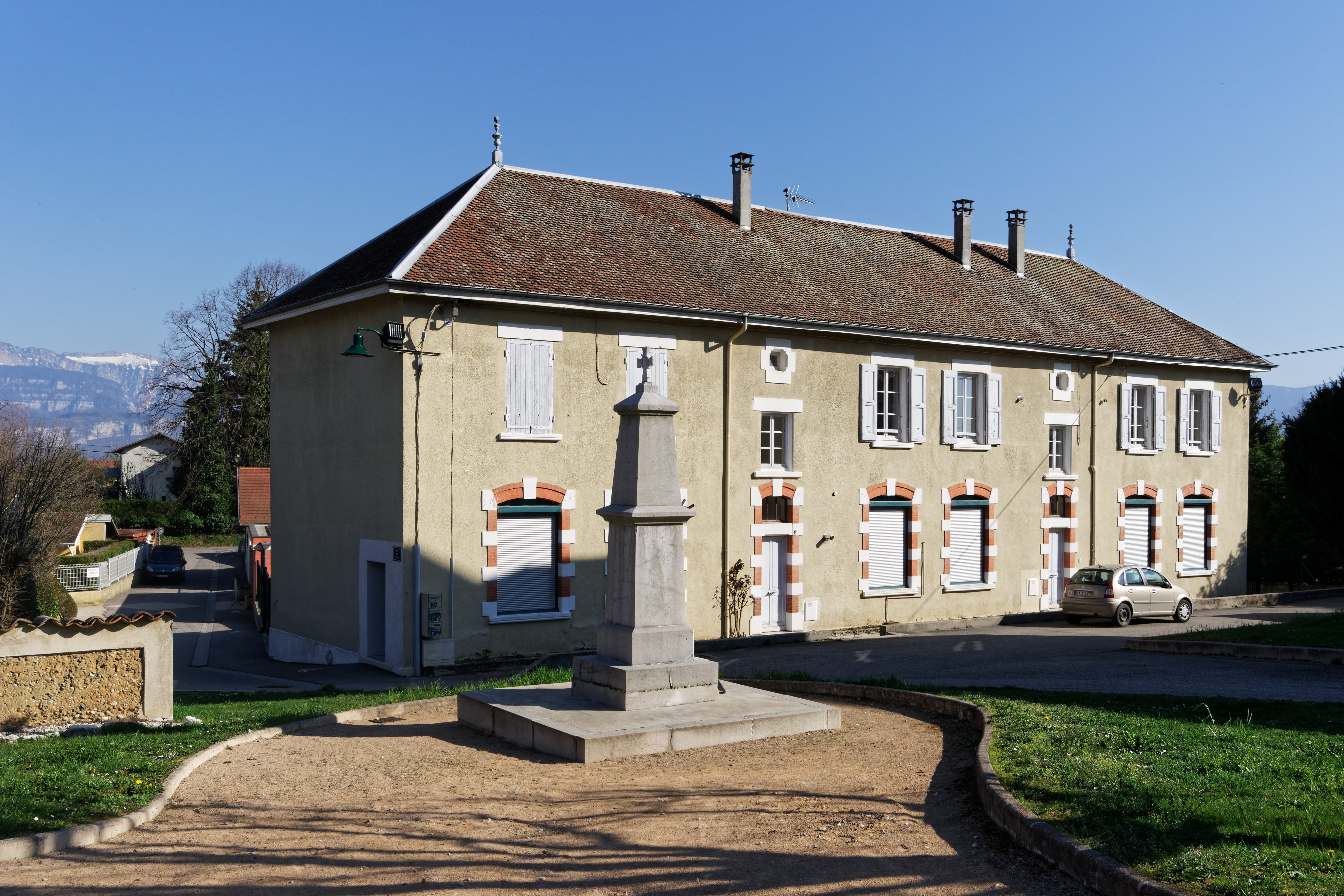
École Paulette Paulavet

La commune, située dans l'académie de Grenoble, compte une école élémentaire pour Réaumont et elle-même dénommée « école Paulette Paulavet », située dans bourg central, à proximité de la mairie.
Á la rentrée 2016, celle-ci accueillait un effectif de 125 élèves.
Cette école

### Cultes

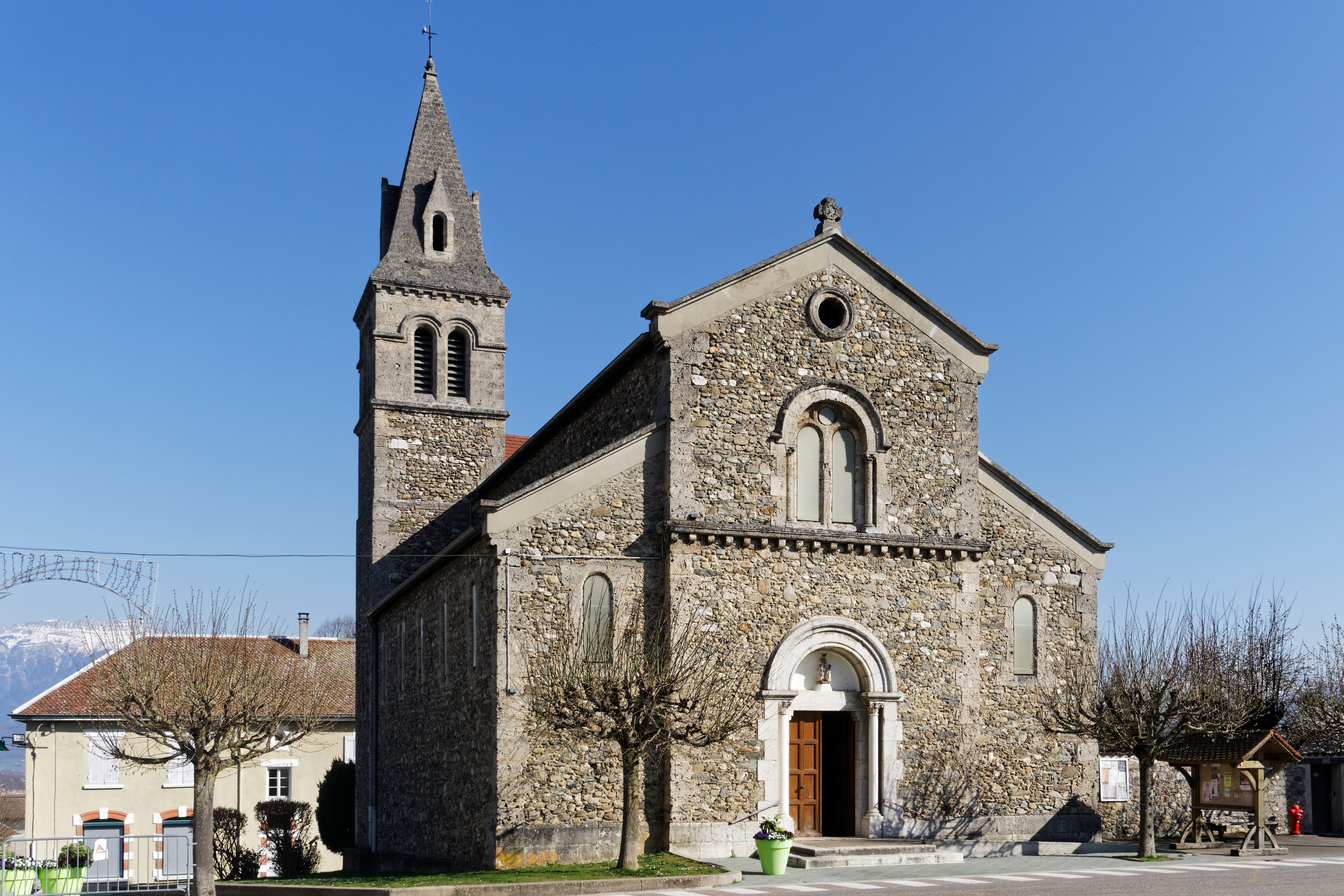
L'église Saint-Blaise en 2019

La communauté catholique et l'église de Saint-Blaise-du-Buis (propriété de la commune) dépendent de la paroisse « Notre Dame de la Vouise » qui couvre également le territoire de seize autres communes, regroupant ainsi un total de vingt-trois clochers. la paroisse est rattachée au diocèse de Grenoble-Vienne.

### Médias

#### Presse régionale
Le quotidien à grand tirage Le Dauphiné libéré consacre chaque jour de la semaine et du week-end, dans son édition Chartreuse-Sud Grésivaudan, une page complète sur l'actualité sur la région voironnaise avec quelquefois des articles sur les événements dans la commune ainsi que des comptes-rendus, des annonces, des dossiers sur des thèmes variés.

#### Télévision
En ce qui concerne la réception de la télévision, les habitants de la commune peuvent recevoir les 27 chaines de la TNT et sont concernés par le journal régional de France 3 Alpes. La chaîne privée téléGrenoble Isère consacre également une émission hebdomadaire au pays voironnais.

### Salles communales
La commune possède trois salles communales dénommées : Halle du buis, La sure, Parménie.

## Culture et patrimoine

### Lieux et monuments

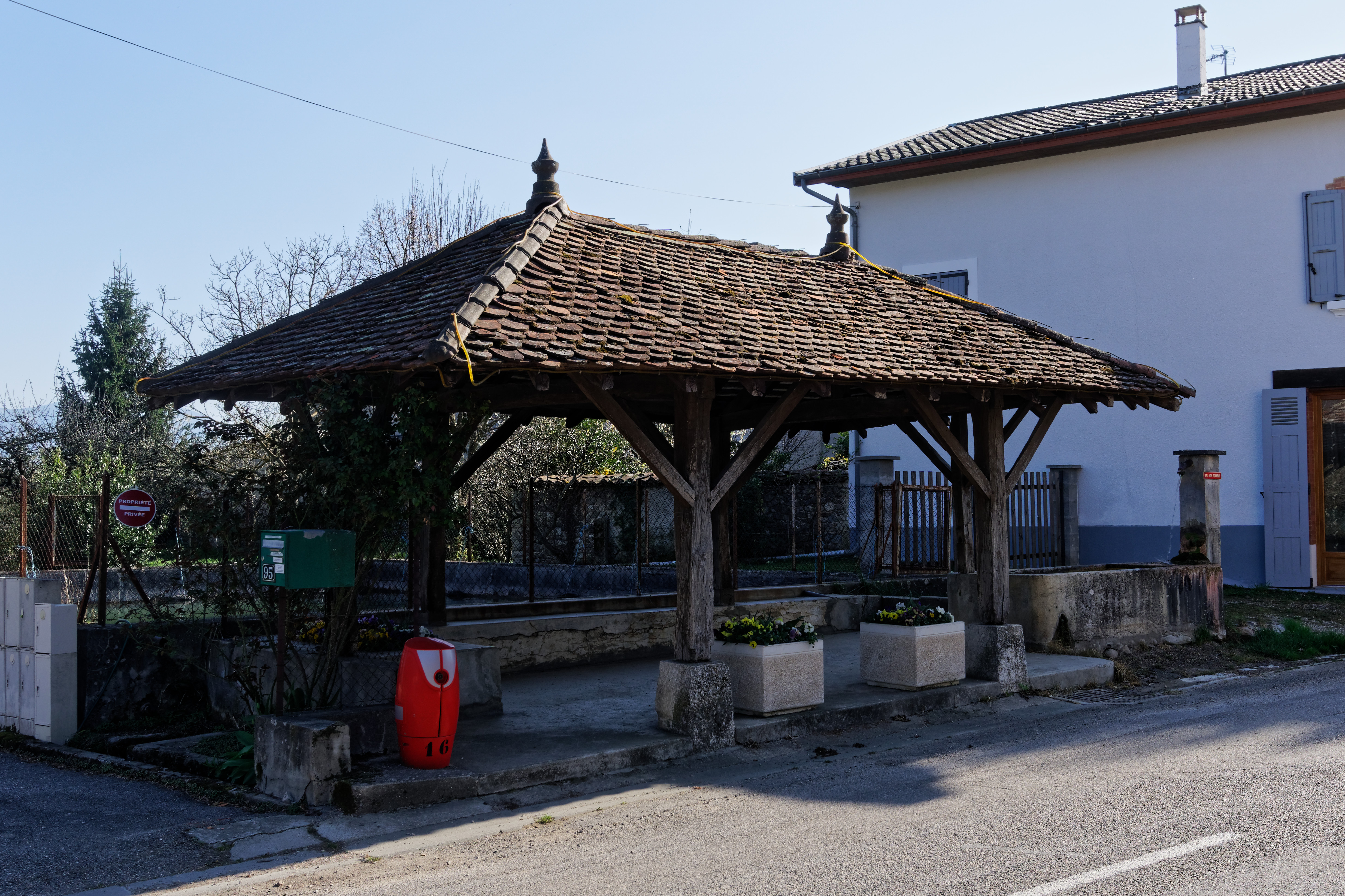
Le lavoir communal

- Le pont dit pont gaulois[35] qui se situe a la Ravignhouse[36].
- L'église paroissiale Saint-Blaise et Saint-Christophe, en style néo-roman, du XIXe siècle[35].
- Le viaduc du Pont-du-bœuf doit son nom à une déformation du toponyme du « pas du beut », qui signifiait le bout des quatre communes : Rives, Réaumont, Apprieu et Saint-Blaise-du-Buis[37].
- Anciennes bâtisses, comme l'ancienne cure, et une vieille grange à l'entrée du village, vers La Murette[35].
- Le lavoir communal et le monument aux morts

### Héraldique
|  | Saint-Blaise-du-Buis possède des armoiries dont l'origine et le blasonnement exact ne sont pas disponibles. |